# Artur Danielián
Artur Ashotovich Danielián –en ruso, Артур Ашотович Даниелян– (Volgogrado, 17 de diciembre de 2003) es un deportista ruso que compite en patinaje artístico, en la modalidad individual. Ganó una medalla de plata en el Campeonato Europeo de Patinaje Artístico sobre Hielo de 2020.

## Palmarés internacional
| Campeonato Europeo | Campeonato Europeo | Campeonato Europeo | Campeonato Europeo |
| Año                | Lugar              | Medalla            | Categoría          |
| ------------------ | ------------------ | ------------------ | ------------------ |
| 2020               | Graz (Austria)     | Medalla de plata   | Individual         |